# Preisklasse (Hotels)
Als Preisklasse (oder Zimmerkategorie) wird im Hotelwesen die Preisdifferenzierung für unterschiedliche Preisniveaus von Hotelzimmern bezeichnet.

## Allgemeines
Im Dienstleistungssektor sind Preisdifferenzierungen weit verbreitet, so etwa die verschiedenen Beförderungsklassen im Flug-, Schiffs- und Schienenverkehr (hier konkret: Wagenklassen). Der Sektor bietet Produktgruppen (bzw. Dienstleistungsgruppen) an, deren einzelne Produkte bzw. Dienstleistungen als Subdstitutionsgüter gelten und deshalb in der Nachfrage untereinander austauschbar sind.

## Preisdifferenzierung
Es ist weltweit üblich, die Dienstleistungsqualität für eine bestimmte Transportleistung oder Hotelleistung nach Preisklassen zu staffeln. Diese werden – je nach Transportmittel – Beförderungsklassen oder Wagenklassen genannt und sind beispielsweise im Eisenbahnwesen in die Wagenklassen „Erste Klasse“ und „Zweite Klasse“ eingeteilt.
Bei Hotels werden Hotelklassifikationen der Hotelzimmer unterschieden nach einfacher, gehobener, oberer Preisklasse und Luxushotels, die sich auf die Kosten pro Person in einem Doppelzimmer pro Unterkunft/Übernachtung beziehen. Dabei haben sich international folgende Kategorien durchgesetzt:
| Hotelklassifizierung       | Preisklasse            | Leistungsumfang                                                                          |
| -------------------------- | ---------------------- | ---------------------------------------------------------------------------------------- |
| Budget                     | niedrigste Preisklasse | einfache Raumausstattung, minimaler Service                                              |
| Economy/Limited Service    | untere Preisklasse     | einfache Raumausstattung, begrenzter Service                                             |
| Mid-Price//Limited Service | mittlere Preisklasse   | mittlere Raumausstattung, begrenzter Service                                             |
| Economy/Full Service       | mittlere Preisklasse   | mittlere Raumausstattung, umfangreicher Rezeptions- und Restaurantservice                |
| Mid-Price/Full Service     | mittlere Preisklasse   | mittlere Raumausstattung, umfangreicher Rezeptions- und Restaurantservice                |
| First Class (Upscale)      | obere Preisklasse      | sehr gute Raumausstattung, gehobener Rezeptions- und Restaurantservice, Wellnessangebote |
| Luxury (Luxusklasse)       | oberste Preisklasse    | sehr gute Raumausstattung, höchster Service auf allen Ebenen, Wellnessangebote           |

Je höher die Preisklasse ist, umso mehr Komfort wird geboten und umso höher ist der Kundennutzen und Preis. Die internationale Hotelstern-Klassifizierung ist nicht einheitlich. 
Die deutsche Klassifizierung beruht auf fünf Sternen, vergeben durch den DEHOGA: Tourist, Standard, Komfort, First Class und Luxus.
| Anzahl der Sterne | Preisklasse | Zimmergröße (Einzelzimmer/Doppelzimmer) | Dienstleistung |
| ----------------- | ----------- | --------------------------------------- | --- |
| ★                 | Tourist     | bis 8 m² / bis 12 m²                    | Rezeption, kontinentales Frühstück, fließendes Wasser, Kofferablage, Aufenthaltsraum |
| ★                 | Standard    | bis 12 m² / bis 16 m²                   | 50 % der Zimmer mit Dusche/Bad/WC, Stuhl pro Bett, Tisch; Getränkeautomat |
| ★                 | Komfort     | bis 14 m² / bis 18 m²                   | 90 % der Zimmer mit Dusche/Bad/WC, Telefon im Zimmer, 70 % der Zimmer mit Fernsehgerät, Minibar; erweitertes Frühstück/Buffet, 12 Stunden besetzte Rezeption, Restaurant                           |
| ★                 | First Class | bis 16 m² / bis 24 m²                   | alle Zimmer mit Dusche/Bad/WC, Frühstücksbuffet und Zimmerservice, Bademantel auf Wunsch, Kosmetikspiegel, Fön, alle Zimmer mit Fernsehgerät; Empfangshalle, Restaurant, Hotelbar                  |
| ★                 | Luxus       | über 18 m² / über 26 m²                 | Suiten, Zimmer mit Dusche/WC, davon 80 % mit Bad/WC, 24 Stunden besetzte Rezeption mit Concierge, Empfangshalle mit Getränkeservice, Restaurants, Hotelbar, Konferenzräume und Bankett-Möglichkeit |

Es handelt sich um eine europaweite Klassifizierung (Hotelstars Union). Sie ist drei Jahre gültig, danach erfolgt eine erneute Überprüfung nach den dann aktuellen Kriterien. 
Einfache Hotels bieten meist nur die unteren Kategorien an, Luxushotels dagegen die ausschließlich die oberen.

## Kapazitäten
Hotels verfügen meist über bestimmte Zimmerkontingente dieser Preisklassen. Ist die gebuchte Reservierung einer bestimmten Preisklasse beim Check-in wegen Überbuchung im Hotel nicht verfügbar, wird ein Upgrading ohne Aufpreis in die nächsthöhere Preisklasse als üblich angesehen.